# Cavaglietto
Cavaglietto é uma comuna italiana da região do Piemonte, província de Novara, com cerca de 396 habitantes. Estende-se por uma área de 6 km², tendo uma densidade populacional de 66 hab/km². Faz fronteira com Barengo, Cavaglio d'Agogna, Fontaneto d'Agogna, Suno, Vaprio d'Agogna.

## Demografia
| Variação demográfica do município entre 1861 e 2011                               |
|                                                                                   |
| Fonte: Istituto Nazionale di Statistica (ISTAT) - Elaboração gráfica da Wikipedia |